# De ofrivilliga
De ofrivilliga é um filme de drama sueco de 2008 dirigido e escrito por Ruben Östlund e Erik Hemmendorff. Foi selecionado como representante da Suécia à edição do Oscar 2009, organizada pela Academia de Artes e Ciências Cinematográficas.

## Elenco
- Maria Lundqvist
- Leif Edlund
- Olle Lijas